# Thelotrema piluliferum
Thelotrema piluliferum är en lavart som beskrevs av Tuck. 1868. Thelotrema piluliferum ingår i släktet Thelotrema och familjen Thelotremataceae.   Inga underarter finns listade i Catalogue of Life.